# Aéroport de Belfast-George Best
Ne doit pas être confondu avec Aéroport international de Belfast.
Pour les articles homonymes, voir BHD.
Le George Best Belfast City Airport (code IATA : BHD • code OACI : EGAC) est un aéroport situé à 3,2 km de Belfast en Irlande du Nord, entre Belfast et Holywood.
L'aéroport est entré en service en 1937.

## Situation
| Derry Belfast-G. Best Belfast |

## Statistiques
Pour des raisons techniques, il est temporairement impossible d'afficher le graphique qui aurait dû être présenté ici.

Voir la requête brute et les sources sur Wikidata.

## Compagnies aériennes et destinations
| Compagnies      | Destinations |
| --------------- | --- |
| Aer Lingus      | - Birmingham, - Cardiff-Rhoose, - East Midlands, - Édimbourg, - Exeter, - Glasgow, - Ronaldsway-Île de Man, - Leeds-Bradford, - Manchester, - Newcastle, - Southampton En saison: Jersey, Newquay Cornouailles En saison charter: Vérone - Villafranca |
| British Airways | Londres-City, Londres-Heathrow En saison charter: Bologne-Borgo Panigale, Palma de Majorque |
| easyJet         | - Bristol, - Édimbourg, - Liverpool-J.-Lennon, - Londres-Gatwick, - Londres-Luton, - Manchester |
| KLM             | Amsterdam |
| Loganair        | Aberdeen-Dyce, Dundee, Inverness |
| Lufthansa       | Francfort |

Édité le 27/05/2018  Actualisé le 29/03/2023

## Nom de l'aéroport

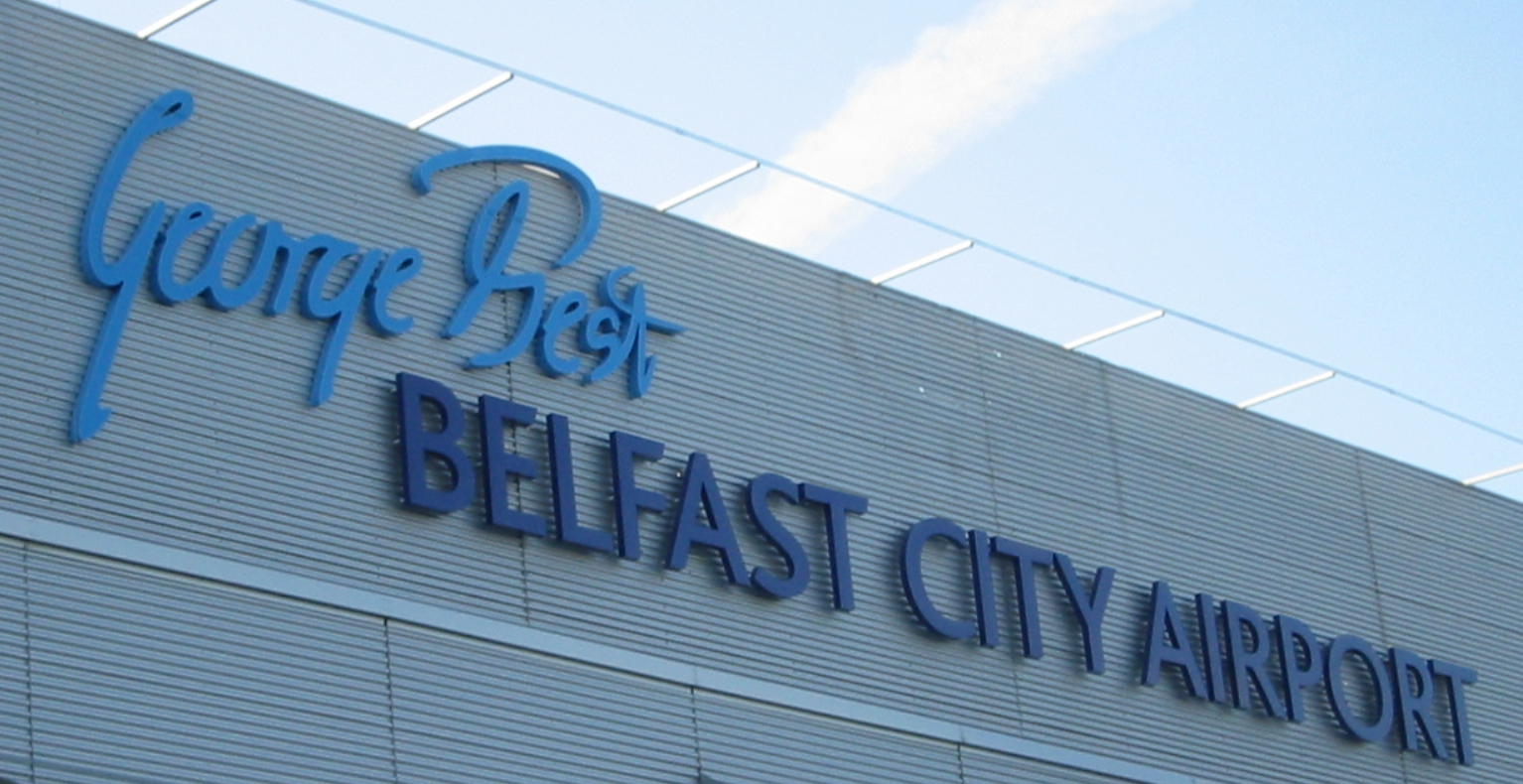
Nouvelle enseigne de l'aéroport

En mai 2006, le Belfast City Airport a été renommé en l'honneur de George Best (1946-2005), célèbre footballeur nord-irlandais.